# Copa do Mundo de Rugby Union de 2015
A Copa do Mundo de Rugby Union de 2015 foi a oitava edição do torneio de rugby. O torneio é encenado novamente na Europa e organizado pela Inglaterra durante o período de 18 de setembro-31 de outubro. A cidade de Londres foi o palco da final do torneio, no Estádio de Twickenham.
A Inglaterra foi anunciada como sede em 28 de julho de 2009, derrotando as ofertas rivais de Itália, África do Sul e Japão. O país foi indicado pela World Rugby para sediar o evento.
Das 20 equipes que disputam o torneio, 12 delas foram qualificadas por terem terminado entre as três primeiras em seus respetivos grupos no último mundial. As 8 demais vagas foram alocadas para as competições de qualificação. Em relação ao último mundial em equipes participantes, a única que não aparece novamente é a Rússia que deu lugar a seleção do Uruguai.
Após derrotas para o País de Gales e Austrália na fase de grupos, a Inglaterra tornou-se a primeira campeã mundial e o primeiro país sede único a ficar de fora das quartas-de-final de uma Copa do Mundo.
Na final, a seleção da Nova Zelândia derrotou a Austrália por 34 a 17. A África do Sul terminou em terceiro vencendo a Argentina.

## Licitação

### Condições preliminares
A World Rugby solicitou que quaisquer federações membros que pretendam acolher este torneio ou a Copa do Mundo de Rugby 2019 devem indicar o seu interesse até 15 de agosto de 2008. Este seria puramente para indicar interesse; nenhum detalhe teve de ser fornecido nesta etapa. Com isso dez federações indicaram interesse em organizar o evento, sendo elas: Austrália, Inglaterra, Irlanda, Itália, Jamaica, Japão, Rússia, Escócia, África do Sul e País de Gales. A Argentina fez um exame preliminar de candidatura, porém não chegou formalmente a demonstrar interesse em organizar o mundial.
Das 10 nações que haviam manifestado interesse formal, muitos retiraram a sua candidatura no início de 2009. Jamaica foi a primeira a retirar a sua candidatura. A Rússia retirou-se em fevereiro de 2009 para se concentrar na licitação para a Copa do Mundo de 2013 Rugby Sevens, Austrália e Irlanda retiraram-se na Primavera de 2009 devido à razões financeiras. Escócia retirou em abril de 2009 devido a falta de uma nação co-anfitriã. País de Gales foi a última nação a desistir oficialmente após eles não conseguiram apresentar uma proposta em 8 de Maio de 2009.

### Ofertas Finais
As nações finais que lutavam pelo direito de sediar a Copa do Mundo de Rugby 2015 eram Inglaterra, Japão, África do Sul e Itália. Quatro lances confirmados, sendo um número recorde para a Copa do Mundo de Rugby.
Em 28 de julho de 2009 o IRB confirmou que a Inglaterra iria sediar a Copa do Mundo de Rugby de 2015; e o Japão iria sediar o evento 2019, tendo votado 16-10 a favor da aprovação da recomendação do Rugby World Cup Ltd (RWCL) que a Inglaterra e o Japão deveriam ser anfitriões nomeados.

## Estádios
Depois do anúncio da Inglaterra como anfitriã do campeonato, foram anunciados em 2 de maio de 2013 as cidades e estádios de acolhimento do evento. Dos 13 estádios do torneio, 12 deles estão na Inglaterra e um em Cardiff, País de Gales.
| Londres                     | Londres | Cardiff | Manchester | Londres                     |
| --------------------------- | --- | --- | --- | --------------------------- |
| Twickenham                  | Wembley Stadium | Millennium Stadium | Manchester City Stadium | Estádio Olímpico            |
| 51° 27′ 22″ N, 0° 20′ 30″ O | 51° 33′ 21″ N, 0° 16′ 47″ O | 51° 28′ 40″ N, 3° 11′ 00″ O | 53° 28′ 59″ N, 2° 12′ 01″ O | 51° 32′ 19″ N, 0° 00′ 59″ O |
| Capacidade: 82,000          | Capacidade: 90,000 | Capacidade: 74,500 | Capacidade: 56,000 | Capacidade: 54,000          |
|                             | | | |                             |
| Newcastle                   | Londres Birmingham Brighton Manchester Exeter Cardiff Gloucester Leeds Leicester Milton Keynes NewcastleLocalização das cidades-sedes do torneio. | Londres Birmingham Brighton Manchester Exeter Cardiff Gloucester Leeds Leicester Milton Keynes NewcastleLocalização das cidades-sedes do torneio. | Londres Birmingham Brighton Manchester Exeter Cardiff Gloucester Leeds Leicester Milton Keynes NewcastleLocalização das cidades-sedes do torneio. | Birmingham                  |
| St. James' Park             | Londres Birmingham Brighton Manchester Exeter Cardiff Gloucester Leeds Leicester Milton Keynes NewcastleLocalização das cidades-sedes do torneio. | Londres Birmingham Brighton Manchester Exeter Cardiff Gloucester Leeds Leicester Milton Keynes NewcastleLocalização das cidades-sedes do torneio. | Londres Birmingham Brighton Manchester Exeter Cardiff Gloucester Leeds Leicester Milton Keynes NewcastleLocalização das cidades-sedes do torneio. | Villa Park                  |
| Capacidade: 52,387          | Londres Birmingham Brighton Manchester Exeter Cardiff Gloucester Leeds Leicester Milton Keynes NewcastleLocalização das cidades-sedes do torneio. | Londres Birmingham Brighton Manchester Exeter Cardiff Gloucester Leeds Leicester Milton Keynes NewcastleLocalização das cidades-sedes do torneio. | Londres Birmingham Brighton Manchester Exeter Cardiff Gloucester Leeds Leicester Milton Keynes NewcastleLocalização das cidades-sedes do torneio. | Capacidade: 42,788          |
| 54° 58′ 32″ N, 1° 37′ 18″ O | Londres Birmingham Brighton Manchester Exeter Cardiff Gloucester Leeds Leicester Milton Keynes NewcastleLocalização das cidades-sedes do torneio. | Londres Birmingham Brighton Manchester Exeter Cardiff Gloucester Leeds Leicester Milton Keynes NewcastleLocalização das cidades-sedes do torneio. | Londres Birmingham Brighton Manchester Exeter Cardiff Gloucester Leeds Leicester Milton Keynes NewcastleLocalização das cidades-sedes do torneio. | 52° 30′ 33″ N, 1° 53′ 05″ O |
|                             | Londres Birmingham Brighton Manchester Exeter Cardiff Gloucester Leeds Leicester Milton Keynes NewcastleLocalização das cidades-sedes do torneio. | Londres Birmingham Brighton Manchester Exeter Cardiff Gloucester Leeds Leicester Milton Keynes NewcastleLocalização das cidades-sedes do torneio. | Londres Birmingham Brighton Manchester Exeter Cardiff Gloucester Leeds Leicester Milton Keynes NewcastleLocalização das cidades-sedes do torneio. |                             |
| Leeds                       | Londres Birmingham Brighton Manchester Exeter Cardiff Gloucester Leeds Leicester Milton Keynes NewcastleLocalização das cidades-sedes do torneio. | Londres Birmingham Brighton Manchester Exeter Cardiff Gloucester Leeds Leicester Milton Keynes NewcastleLocalização das cidades-sedes do torneio. | Londres Birmingham Brighton Manchester Exeter Cardiff Gloucester Leeds Leicester Milton Keynes NewcastleLocalização das cidades-sedes do torneio. | Leicester                   |
| Elland Road                 | Londres Birmingham Brighton Manchester Exeter Cardiff Gloucester Leeds Leicester Milton Keynes NewcastleLocalização das cidades-sedes do torneio. | Londres Birmingham Brighton Manchester Exeter Cardiff Gloucester Leeds Leicester Milton Keynes NewcastleLocalização das cidades-sedes do torneio. | Londres Birmingham Brighton Manchester Exeter Cardiff Gloucester Leeds Leicester Milton Keynes NewcastleLocalização das cidades-sedes do torneio. | Leicester City Stadium      |
| 53° 46′ 40″ N, 1° 34′ 20″ O | Londres Birmingham Brighton Manchester Exeter Cardiff Gloucester Leeds Leicester Milton Keynes NewcastleLocalização das cidades-sedes do torneio. | Londres Birmingham Brighton Manchester Exeter Cardiff Gloucester Leeds Leicester Milton Keynes NewcastleLocalização das cidades-sedes do torneio. | Londres Birmingham Brighton Manchester Exeter Cardiff Gloucester Leeds Leicester Milton Keynes NewcastleLocalização das cidades-sedes do torneio. | 52° 37′ 13″ N, 1° 08′ 32″ O |
| Capacidade: 37,900          | Londres Birmingham Brighton Manchester Exeter Cardiff Gloucester Leeds Leicester Milton Keynes NewcastleLocalização das cidades-sedes do torneio. | Londres Birmingham Brighton Manchester Exeter Cardiff Gloucester Leeds Leicester Milton Keynes NewcastleLocalização das cidades-sedes do torneio. | Londres Birmingham Brighton Manchester Exeter Cardiff Gloucester Leeds Leicester Milton Keynes NewcastleLocalização das cidades-sedes do torneio. | Capacidade: 32,262          |
|                             | Londres Birmingham Brighton Manchester Exeter Cardiff Gloucester Leeds Leicester Milton Keynes NewcastleLocalização das cidades-sedes do torneio. | Londres Birmingham Brighton Manchester Exeter Cardiff Gloucester Leeds Leicester Milton Keynes NewcastleLocalização das cidades-sedes do torneio. | Londres Birmingham Brighton Manchester Exeter Cardiff Gloucester Leeds Leicester Milton Keynes NewcastleLocalização das cidades-sedes do torneio. |                             |
| Gloucester                  | Exeter | Milton Keynes | Brighton |                             |
| Kingsholm Stadium           | Sandy Park | stadium:mk | Falmer Stadium |                             |
| 51° 52′ 18″ N, 2° 14′ 34″ O | 50° 42′ 33,51″ N, 3° 28′ 03,26″ O | 52° 00′ 34″ N, 0° 44′ 00″ O | 50° 51′ 42″ N, 0° 04′ 59,8″ O |                             |
| Capacidade: 16,500          | Capacidade: 12,500 | Capacidade: 30,500 | Capacidade: 30,750 |                             |
|                             | | | |                             |

OBS:

## Participantes

País qualificado para a Copa do Mundo
País não se qualificou
País não é membro da IRB

Um total de 20 seleções foram qualificadas para o torneio, sendo a Inglaterra por ser anfitriã do mundial, outras 11 seleções classificadas pela performance na edição de 2011 e outras 8 pelas eliminatórias do torneio. As 20 seleções qualificadas são:
| Confederação | Seleção        | Classificação                                | Participações | Última aparição | Melhor resultado anterior  | Ranking pré-torneio |
| ------------ | -------------- | -------------------------------------------- | ------------- | --------------- | -------------------------- | ------------------- |
| CONSUR/NACRA | Argentina      | 2° lugar do Grupo B da Copa do Mundo de 2011 | 7             | 2011            | 3° lugar em 2007           | 8°                  |
| CONSUR/NACRA | Uruguai        | Campeão do Play-Off Intercontinental         | 2             | 2003            | 13° lugar em 1999          | 19°                 |
| CONSUR/NACRA | Estados Unidos | Vencedor Play-Off NACRA x CONSUR             | 6             | 2011            | 10° lugar em 1987          | 16°                 |
| CONSUR/NACRA | Canadá         | Vencedor Play-Off NACRA                      | 7             | 2011            | 8° lugar em 1991           | 18°                 |
| ARFU         | Japão          | Campeão da Cinco Nações Asiáticas 2014       | 7             | 2011            | 9° lugar em 1991           | 13°                 |
| CAR          | África do Sul  | 1° lugar do Grupo D da Copa do Mundo de 2011 | 5             | 2011            | Campeões em 1995/2007      | 2°                  |
| CAR          | Namíbia        | Campeão Copa África de 2014                  | 4             | 2011            | 19° lugar em 1999/2011     | 21°                 |
| FORU         | Austrália      | 2° lugar do Grupo C da Copa do Mundo de 2011 | 7             | 2011            | Campeões em 1991/1999      | 5°                  |
| FORU         | Fiji           | Vencedor Play-Off da Oceania                 | 6             | 2011            | 7° lugar em 2007           | 10°                 |
| FORU         | Nova Zelândia  | 1° lugar do Grupo A da Copa do Mundo de 2011 | 7             | 2011            | Campeões em 1987/2011      | 1°                  |
| FORU         | Samoa          | 3° lugar do Grupo D da Copa do Mundo de 2011 | 6             | 2011            | 7° lugar em 1991/1995      | 9°                  |
| FORU         | Tonga          | 3° lugar do Grupo A da Copa do Mundo de 2011 | 6             | 2011            | 10° lugar em 2007          | 12°                 |
| FIRA-AER     | Inglaterra     | 1° lugar do Grupo B da Copa do Mundo de 2011 | 7             | 2011            | Campeões em 2003           | 4°                  |
| FIRA-AER     | Escócia        | 3° lugar do Grupo B da Copa do Mundo de 2011 | 7             | 2011            | 4° lugar em 1991           | 11°                 |
| FIRA-AER     | França         | 2° lugar do Grupo A da Copa do Mundo de 2011 | 7             | 2011            | 2° lugar em 1987/1999/2011 | 7°                  |
| FIRA-AER     | Geórgia        | Campeã da Copa Européia de 2014              | 3             | 2011            | 13° lugar em 2007          | 14°                 |
| FIRA-AER     | Irlanda        | 1° lugar do Grupo C da Copa do Mundo de 2011 | 7             | 2011            | 6° lugar em 1991/2003      | 3°                  |
| FIRA-AER     | Itália         | 3° lugar do Grupo C da Copa do Mundo de 2011 | 7             | 2011            | 10° lugar em 1991/2011     | 15°                 |
| FIRA-AER     | País de Gales  | 2° lugar do Grupo D da Copa do Mundo de 2011 | 7             | 2011            | 3° lugar em 1987           | 6°                  |
| FIRA-AER     | Romênia        | 2° lugar da Copa Européia de 2014            | 7             | 2011            | 11° lugar em 1987          | 17°                 |

## Sorteio dos Grupos
O sorteio dos grupos aconteceu no dia 3 de setembro de 2012, na Tate Modern em Londres. O ranking anual, apresentado após o fim da temporada no dia 01 de dezembro de 2012, alocou as 12 equipes já qualificadas previamente à respectivos potes de sorteio seguindo a ordem do ranking. O ex-jogador Will Greenwood foi o apresentador do sorteio. Os potes do sorteio ficaram definidos da seguinte forma: 
| Pote 1 (cabeças de chave)                            | Pote 2                                     | Pote 3                                     | Pote 4                                      | Pote 5                                         |
| ---------------------------------------------------- | ------------------------------------------ | ------------------------------------------ | ------------------------------------------- | ---------------------------------------------- |
| - Nova Zelândia - África do Sul - Austrália - França | - Inglaterra - Irlanda - Samoa - Argentina | - País de Gales - Itália - Tonga - Escócia | - América 1 - Ásia 1 - Europa 1 - Oceania 1 | - África 1 - América 2 - Europa 2 - Repescagem |

O sorteio é simples; primeiramente uma equipe de determinado pote é sorteada sendo designada ao primeiro grupo (A), logo em seguida as demais equipes do pote são sorteadas sendo alocadas aos demais grupos(B, C e D). Ao se encerrar a distribuição de equipes de um pote, logo em seguida outro pote é sorteado seguindo a mesma ordem de sorteio. O primeiro pote a ser sorteado foi o pote 5, em seguida o pote 4, depois o pote 3 e por fim os potes 2 e 1.

## Árbitros
Em 07 de abril de 2015, o World Rugby apresentou um esquadrão de árbitros, sendo 12 árbitros de campo, 7 assistentes e 4 árbitros de vídeos que vão guiar os jogos da fase de grupos. Os árbitros são:
| Árbitros - Wayne Barnes - George Clancy - JP Doyle - Jérôme Garcès - Pascal Gaüzère - Glen Jackson - Craig Joubert - John Lacey - Nigel Owens - Jaco Peyper - Romain Poite - Chris Pollock | Árbitros assistentes - Federico Anselmi - Stuart Berry - Mike Fraser - Angus Gardner - Leighton Hodges - Marius Mitrea - Mathieu Raynal Árbitros de Vídeo - George Ayoub - Graham Hughes - Ben Skeen - Shaun Veldsman |

## Convocações
Os times são convocados pelos treinadores.

## Fase de Grupos
A fase de grupo consiste em 20 equipes divididas em 4 grupos com 5 seleções cada onde se enfrentam em turno único em parelhamento de todos contra todos.
Após o sorteio dos grupos e da qualificação das equipes pelas eliminatórias, os grupos do torneio ficaram da seguinte forma:
Nota: Todos os horários dos jogos estão no horário de verão do Reino Unido (UTC+1)
| Grupo A                                                   | Grupo B                                                    | Grupo C                                                 | Grupo D                                        |
| --------------------------------------------------------- | ---------------------------------------------------------- | ------------------------------------------------------- | ---------------------------------------------- |
| - Austrália - Inglaterra - País de Gales - Fiji - Uruguai | - África do Sul - Samoa - Escócia - Japão - Estados Unidos | - Nova Zelândia - Argentina - Tonga - Geórgia - Namíbia | - França - Irlanda - Itália - Canadá - Romênia |

As equipes são atribuídos quatro pontos para uma vitória, dois pontos por um empate e nenhum por derrota. A equipa que marcar quatro ou mais tries em uma partida marcará um ponto de bônus, assim como uma equipe que perde por sete pontos ou menos também marcará um ponto de bonificação.
As equipes que terminarem nos dois primeiros lugares de cada grupo avançam para as quartas de final. As três melhores equipes de cada grupo receberão qualificação automática para a Copa do Mundo de Rugby Union de 2019.

### Grupo A
| Equipe        | J | V | E | D | TF | PF  | PS  | +/-  | PB | Pts |
| ------------- | - | - | - | - | -- | --- | --- | ---- | -- | --- |
| Austrália     | 4 | 4 | 0 | 0 | 17 | 141 | 35  | +106 | 1  | 17  |
| País de Gales | 4 | 3 | 0 | 1 | 11 | 111 | 62  | +49  | 1  | 13  |
| Inglaterra    | 4 | 2 | 0 | 2 | 16 | 73  | 72  | +1   | 3  | 11  |
| Fiji          | 4 | 1 | 0 | 3 | 10 | 84  | 101 | –17  | 1  | 5   |
| Uruguai       | 4 | 0 | 0 | 4 | 2  | 30  | 226 | –196 | 0  | 0   |

| 18 de setembro de 2015 20:00 UTC+1 | Inglaterra | 35 - 11 (18-8) | Fiji                                                        | Estádio de Twickenham, Londres       |  |
|                                    | Tries: Penalty try 13' Mike Brown 22' 72' B. Vunipola 80' Conv: George Ford Owen Farrell Penais: George Ford Owen Frrell | Report         | Tries: Nemani Nadolo 30' Penais: Nemani Nadolo Ben Volavola | Público: 80,015 Árbitro: Jaco Peyper |  |

| 20 de setembro de 2015 20:00 UTC+1 | País de Gales | 54 - 9 (28-9) | Uruguai                                         | Millenium Stadium, Cardiff            |  |
|                                    | Tries: Samson Lee 14' Cory Allen 19', 30', 42' Hallan Amos 50' Gareth Davies 59', 80' Justin Tipuric 71' Conv: Rhys Priestland; 16' 19', 30', 43', 51', 72', 82'; fora aos 61' | Report        | Penais: Berchesi 1', 8', 23'; fora aos 9' (3/4) | Público: 71 867 Árbitro: Romain Poite |  |

| 23 de setembro de 2015 20:00 UTC+1 | Austrália | 28 - 13 (18-3) | Fiji | Millenium Stadium, Cardiff            |  |
|                                    | Tries: David Pocock 26', 31' · Sekope Kepu 43' · Conv: Bernard Foley 28', 44'; perdida aos 33' · Penais: Bernard Foley 10', 28', 70' · Cartões: Tevita Kuridrani 73' a 80' | Report         | Tries: Ben Volavola 60' · Conv: Nemani Nadolo 61' · Penais: Nemani Nadolo 21', 70' · Cartões: Campese Ma'afu 30' a 40' | Público: 67.253 Árbitro: Glen Jackson |  |

| 26 de setembro de 2015 20:00 UTC+1 | Inglaterra                                                                                               | 25 - 28 (16-9) | País de Gales                                                                                     | Estádio de Twickenham, Londres         |  |
|                                    | Tries: May 27' c Conv: Farrell 29' (1/1) Penais: Farrell 12', 24', 44', 52', 69' (5/5) Drop: Farrell 18' | Report         | Tries: G. Davies 71' c Conv: Biggar 72' (1/1) Penais: Biggar 3', 16', 40', 48, 54', 59', 75 (7/7) | Público: 81.129 Árbitro: Jérôme Garcès |  |

| 27 de Setembro de 2015 20:00 UTC+1 | Austrália | 65 - 3 (31-3) | Uruguai              | Villa Park, Birmingham                  |  |
|                                    | Tries: McMahon 7', 69' Tomane 9' Mumm 26' Speight 31' McCalman 36', 61' Mitchell 47', 51' Toomua 71' Kuridrani 81' Conv: Cooper 10', 32', 37', 62', 82' |               | Penais: Berchesi 25' | Público: 39 605 Árbitro: Pascal Gaüzère |  |

| 1 de outubro de 2015 16:45 UTC+1 | País de Gales                                                                                | 23 - 13 (17-6) | Fiji | Millenium Stadium, Cardiff             |  |
|                                  | Tries: Volavola 61' Conv: Nadolo Penais: Nadolo 21', 47' Cartões: Ma'afu Predefinição:Sinbin |                |      | Público: 71 576 Árbitro: Jérôme Garcès |  |

### Grupo B
| Equipe         | J | V | E | D | TF | PF  | PS  | +/-  | PB | Pts |
| -------------- | - | - | - | - | -- | --- | --- | ---- | -- | --- |
| África do Sul  | 4 | 3 | 0 | 1 | 23 | 176 | 56  | +120 | 4  | 16  |
| Escócia        | 4 | 3 | 0 | 1 | 14 | 136 | 93  | +43  | 2  | 14  |
| Japão          | 4 | 3 | 0 | 1 | 9  | 98  | 100 | –2   | 0  | 12  |
| Samoa          | 4 | 1 | 0 | 3 | 7  | 69  | 124 | –55  | 2  | 6   |
| Estados Unidos | 4 | 0 | 0 | 4 | 3  | 50  | 156 | –106 | 0  | 0   |

| 19 de setembro de 2015 16:45 UTC+1 | África do Sul | 32 - 34 (12-10) | Japão | Falmer Stadium, Brighton               |  |
|                                    | Tries: Louw 18' · du Plessis 33' · de Jager 44' · A. Strauss 62' · Conv: Lambie 19', 45' · Pollard 63' · Penais: Lambie 57' · Pollard 73' · Cartões: Oosthuizen 78' a 80' | Report          | Tries: Leitch 30' Goromaru 69' Hesketh 80' Conv: Goromaru 31', 70' Penais: Goromaru 8', 43', 49', 53', 60' | Público: 29 290 Árbitro: Jérôme Garcès |  |

| 20 de setembro de 2015 12:00 UTC+1 | Samoa | 25 - 16 (14-8) | Estados Unidos                                         | Brighton Community Stadium, Brighton   |  |
|                                    | Tries: Tim Nanai-Williams 19' Ofisa Treviranus 45' Conv: 0/2 Pisi, perdidas aos 20' e 47' Penais: 4/5 Tusi Pisi 8', 27', 39', 51'; perdido aos 17' Mike Stanley 70' | Report         | Tries: Wyles 34' Baumann 74' Penais: MacGinty 31', 53' | Público: 29.178 Árbitro: George Clancy |  |

| 23 de Setembro de 2015 14:45 UTC+1 | Escócia | 45 - 10 (12-7) | Japão | Kingsholm, Gloucester               |  |
|                                    | Tries: Hardie 49' Mark Bennett 56', 69' Seymour 64' Russell 74' Conv: Laidlaw 57', 65', 70', 75' Penais: Laidlaw 3', 12', 18', 20' | Report         | Tries: Mafi 15' · Conv: Goromaru 16' · Penais: (1/3) Goromaru 16' · Cartões: Kotaro Matsushima 23' a 33' | Público: 14.354 Árbitro: John Lacey |  |

| 26 de setembro de 2015 16:45 UTC+1 | África do Sul | 46 - 6 (17-6) | Samoa                       | Villa Park, Birmingham                |  |
|                                    | Tries: Pietersen 15', 47', 78' Burger 58' Brits 71' Habana 83' Conv: 1/4 Pollard 48' 1/2 Lambie 84' Penais: 4/4 Pollard 2', 19', 24', 39' | Report        | Penais: 2/5 Stanley 9', 12' | Público: 39 526 Árbitro: Wayne Barnes |  |

| 27 de setembro de 2015 14:30 UTC+1 | Escócia | 39 - 16 (6-13) | Estados Unidos                               | Elland Road, Leeds                     |  |
|                                    | Tries: Visser 42' Maitland 47' Nel 54' M. Scott 65' Weir 79' Conv: 1/2 Russell 48' 3/3 Laidlaw 55', 66', 80' |                | Penais: 1/2 Hogg 7' 1/2 Russell 16×10{{{1}}} | Público: 33 521 Árbitro: Chris Pollock |  |

| 3 de outubre de 2015 14:30 UTC+1 | Samoa                           | 5 - 26 (0-20) | Japão                                                                                     | Stadium mk, Milton Keynes              |  |
|                                  | Tries: Perez 64' Conv: 0/1 Pisi |               | Tries: penalty try 24' Yamada 40' Conv: 2 Goromaru Penais: 4/6 Goromaru 8', 34', 48', 59' | Público: 29 019 Árbitro: Craig Joubert |  |

### Grupo C
| Equipe        | J | V | E | D | TF | PF  | PS  | +/-  | PB | Pts |
| ------------- | - | - | - | - | -- | --- | --- | ---- | -- | --- |
| Nova Zelândia | 4 | 4 | 0 | 0 | 25 | 174 | 49  | +125 | 3  | 19  |
| Argentina     | 4 | 2 | 0 | 1 | 13 | 115 | 51  | +64  | 3  | 15  |
| Geórgia       | 4 | 2 | 0 | 2 | 5  | 53  | 123 | –70  | 0  | 8   |
| Tonga         | 4 | 1 | 0 | 3 | 8  | 70  | 130 | –60  | 2  | 6   |
| Namíbia       | 4 | 0 | 0 | 4 | 8  | 70  | 174 | –104 | 1  | 1   |

| 19 de setembro de 2015 12:00 UTC+1 | Tonga                                                | 10 - 17 (3-10) | Geórgia                                                                                    | Kingsholm Stadium, Gloucester        |  |
|                                    | Tries: Vainikolo 72' Conv: Morath Penais: Morath 10' | Report         | Tries: Gorgodze 28' Tkhilaishvili 57' Conv: Kvirikashvili (2) Penais: M. Kvirikashvili 19' | Público: 14.200 Árbitro: Nigel Owens |  |

| 19 de setembro de 2015 16:45 UTC+1 | Nova Zelândia | 26 - 16 (12-13) | Argentina | Wembley, Londres                      |  |
|                                    | Tries: A. Smith 56' · Cane 67' · Conv: Carter (2) · Penais: 4/4 Carter 5', 11', 19', 40'+1 · Cartões: Richie McCaw 29' a 40' · Conrad Smith 37' a 47' | Report          | Tries: Guido Petti Pagadizaval 21' · Conv: Nico Sánchez 22' · Penais: 3/3 Nico Sánchez 30', 37', 42' · Cartões: Pablo Matera 9' a 19' | Público: 89.019 Árbitro: Wayne Barnes |  |

| 24 de Setembro de 2015 19:45 UTC+1 | Nova Zelândia | 58 - 14 (34-6) | Namíbia | Estádio Olímpico, Londres             |  |
|                                    | Tries: Vito 6' Milner_Skudder 10', 40' Fekitoa 21' Barrett 31' Savea 47', 75' Ben Smith 61' C. Taylor 79' Conv: 5/9Beauden Barrett 7', 21', 31', 47', 80'; fora aos 10', 43', 62' e 75' Penais: 1/1 Beauden Barrett 4' | Report         | Tries: Johan Deysel 51' · Conv: 0/1 Theuns Kotze · Penais: Theuns Kotze 13', 22', 45' · Cartões: Jaco Engels 57' a 68' | Público: 51 820 Árbitro: Romain Poite |  |

| 25 de setembro de 2015 12:45 UTC+1 | Argentina | 54 - 9 (14-9) | Geórgia                                                               | Kingsholm, Gloucester             |  |
|                                    | Tries: Lavanini 11' p Cubelli 47' c Imhoff 49' c, 76' c Cordero 53' c, 72' c Landajo 70' c Conv: 3/4 Sánchez 48', 51', 54' 2/3 Bosch 71', 73' Penais: Sánchez 21', 35' Drop: Sánchez 6' | Report        | Penais: 3/3 Kvirikashvili 17', 20', 32' · Cartões: Gorgodze 45' a 55' | Público: 14 256 Árbitro: JP Doyle |  |

### Grupo D
| Equipe  | J | V | E | D | TF | PF  | PS  | +/- | PB | Pts |
| ------- | - | - | - | - | -- | --- | --- | --- | -- | --- |
| Irlanda | 4 | 4 | 0 | 0 | 16 | 134 | 35  | +99 | 2  | 18  |
| França  | 4 | 3 | 0 | 1 | 12 | 111 | 39  | +72 | 2  | 14  |
| Itália  | 4 | 2 | 0 | 2 | 7  | 74  | 88  | –14 | 2  | 10  |
| Romênia | 4 | 1 | 0 | 3 | 7  | 60  | 129 | –69 | 0  | 4   |
| Canadá  | 4 | 0 | 0 | 4 | 7  | 58  | 131 | –73 | 2  | 2   |

| 19 de Setembro de 2015 14:30 UTC+1 | Irlanda | 50 - 7 (29-0) | Canadá                                  | Millenium Stadium, Cardiff            |  |
|                                    | Tries: O'Brien 18' Henderson 25' Sexton 28' D. Kearney 35' Cronin 66' R. Kearney 73' Payne 76' Conv: Sexton 19', 26', 37' Madigan 67', 74', 77' Penais: Sexton 14' | Report        | Tries: van der Merwe 68' Conv: Hirayama | Público: 68 523 Árbitro: Glen Jackson |  |

| 19 de Setembro de 2015 20:00 UTC+1 | França                                                                                                  | 32 - 10 (15-3) | Itália                                            | Estádio de Twickenham, Londres         |  |
|                                    | Tries: Slimani 44' Mas 69' Conv: Michalak 45', 70' Penais: Michalak 7', 11', 28', 40', 42' Spedding 38' | Report         | Tries: Venditti 52' Conv: Allan Penais: Allan 34' | Público: 76 232 Árbitro: Craig Joubert |  |

| 23 de Setembro de 2015 19:45 UTC+1 | França | 38 - 11 (17-6) | Romênia | Estádio Olímpico, Londres            |  |
|                                    | Tries: Guitoune 30' 66' Yannick Nyanga 34' Wesley Fofana 69' Gaël Fickou 79' Conv: Parra 32', 35', 66' Kockott 71', 79' Penais: Parra 8' | Report         | Tries: Ursache 74' · Conv: Vlaicu perdida aos 75' · Penais: 2/3 Florin Vlaicu 20', 40' perdido aos 26' · Cartões: Paulica Ion 30' a 40' | Público: 50 626 Árbitro: Jaco Peyper |  |

| 26 de Setembro de 2015 10:30 UTC+1 | Itália                                                                                      | 23 - 18 | Canadá                                                                                 | Elland Road, Leeds                     |  |
|                                    | Tries: Rizzo 17' c Garcia 58' c Conv: 2 Allan Penais: 4/4 Allan 25', 41', 59, 81' 0/1 Canna | Report  | Tries: van der Merwe 15' c Evans 44' e Conv: Hirayama 16' Penais: 2/2 Hirayama 14, 72' | Público: 33 120 Árbitro: George Clancy |  |

## Fase eliminatória
|  | Quartas de final                      | Quartas de final                      |                                       |           | Semifinais     | Semifinais     |  |  | Final                                       | Final |
|  |                                       |                                       |                                       |           |                |                |  |  |                                             |       |
|  | 17 de Outubro – Estádio de Twickenham |                                       |                                       |           |                |                |  |  |                                             |       |
|  |                                       |                                       |                                       |           |                |                |  |  |                                             |       |
|  | África do Sul                         | 23                                    |                                       |           |                |                |  |  |                                             |       |
|  | África do Sul                         | 23                                    | 24 de Outubro – Estádio de Twickenham |           |                |                |  |  |                                             |       |
|  | País de Gales                         | 19                                    |                                       |           |                |                |  |  |                                             |       |
|  | País de Gales                         | 19                                    | África do Sul                         | 18        |                |                |  |  |                                             |       |
|  | 17 de Outubro – Millennium Stadium    |                                       | África do Sul                         | 18        |                |                |  |  |                                             |       |
|  |                                       | Nova Zelândia                         | 20                                    |           |                |                |  |  |                                             |       |
|  | Nova Zelândia                         | Nova Zelândia                         | 20                                    | 62        |                |                |  |  |                                             |       |
|  | Nova Zelândia                         |                                       | 31 de Outubro – Estádio de Twickenham | 62        |                |                |  |  |                                             |       |
|  | França                                | 13                                    |                                       |           |                |                |  |  |                                             |       |
|  | França                                | 13                                    | Nova Zelândia                         | 34        |                |                |  |  |                                             |       |
|  | 18 de Outubro – Millennium Stadium    |                                       | Nova Zelândia                         | 34        |                |                |  |  |                                             |       |
|  |                                       | Austrália                             | 17                                    |           |                |                |  |  |                                             |       |
|  | Irlanda                               | Austrália                             | 17                                    | 20        |                |                |  |  |                                             |       |
|  | Irlanda                               | 25 de Outubro – Estádio de Twickenham |                                       | 20        |                |                |  |  |                                             |       |
|  | Argentina                             | 43                                    |                                       |           |                |                |  |  |                                             |       |
|  | Argentina                             | 43                                    | Argentina                             | 15        | Terceiro lugar | Terceiro lugar |  |  |                                             |       |
|  | 18 de Outubro – Estádio de Twickenham |                                       | Argentina                             | 15        | Terceiro lugar | Terceiro lugar |  |  |                                             |       |
|  |                                       | Austrália                             | 29                                    |           |                |                |  |  |                                             |       |
|  | Austrália                             | Austrália                             | 29                                    | 35        | África do Sul  | 24             |  |  |                                             |       |
|  | Austrália                             |                                       |                                       | 35        | África do Sul  | 24             |  |  |                                             |       |
|  | Escócia                               | 34                                    |                                       | Argentina | 13             |                |  |  |                                             |       |
|  | Escócia                               | 34                                    |                                       |           | 13             |                |  |  |                                             |       |
|  |                                       |                                       |                                       |           |                |                |  |  | 30 de Outubro – Estádio Olímpico de Londres |       |
|  |                                       |                                       |                                       |           |                |                |  |  |                                             |       |

### Quartas-de-final
| 18 de Outubro de 2015 16:00 (UTC+1) | África do Sul                                                                                            | 23 - 19 | País de Gales                                                                                       | Estádio de Twickenham, Londres        |  |
|                                     | Tries: du Preez 75' e Conv: Pollard (0/1) Penais: Pollard 8', 12', 16', 20', 62' (4/6) Drop: Pollard 51' |         | Tries: G. Davies 17' c Conv: Biggar 18' (1/1) Penais: Biggar 14', 18', 47' (3/4) Drop: Biggar 40+1' | Público: 79.572 Árbitro: Wayne Barnes |  |

| 18 de Outubro de 2015 20:00 (UTC+1) | Nova Zelândia | 62 - 13 | França | Millenium Stadium, Cardiff           |  |
|                                     | Tries: Retallick 10' c Milner-Skudder 23' c Savea (3) 29' c, 38 e, 59' c Read 64' c Kerr-Barlow (2) 68' c, 71'c Conv: Carter 6', 12', 24', 30', 60', 66', 68', 72' (7/9) Penais: Carter 7' (1/1) |         | Tries: Picamoles 35' c · Conv: Parra 36' · Penais: Spedding 9' (1/1) · Parra 14' (1/2) · Cartões: Picamoles 46' a 58' | Público: 71.619 Árbitro: Nigel Owens |  |

| 19 de Outubro de 2015 13:00 (UTC+1) | Irlanda                                                                                          | 20 - 43 | Argentina | Millenium Stadium, Cardiff             |  |
|                                     | Tries: Fitzgerald 26' c Murphy 44' c Conv: Madigan 27', 45' (2/2) Penais: Madigan 20', 53' (2/4) |         | Tries: Moroni 3' c · Imhoff (2) 10' c, 73' c · Tuculet 69' c · Conv: Sánchez 5', 10', 70', 74' (4/4) · Penais: Sánchez 13', 22', 51', 64', 77' (4/5) · Cartões: Herrera 17' a 27' | Público: 72.316 Árbitro: Jérôme Garcès |  |

| 19 de Outubro de 2015 16:00 (UTC+1) | Austrália | 35 - 34 | Escócia | Estádio de Twickenham, Londres         |  |
|                                     | Tries: Ashley-Cooper 9' e Mitchell (2) 30' e, 44' c Hooper 40+' e Kuridrani 64' c Conv: Foley 44', 65' (2/5) Penais: Foley 54', 80' (2/2) |         | Tries: Horne 18' c · Seymour 59' e · Bennett 74' c · Conv: Laidlaw 19', 75' (2/3) · Penais: Laidlaw 14', 21', 34', 47', 69' (5/5) · Cartões: Maitland 42' a 52' | Público: 77.110 Árbitro: Craig Joubert |  |

### Semifinais
| 24 de Outubro de 2015 16:00 (UTC+1) | África do Sul                                                                               | 18 - 20 | Nova Zelândia | Estádio de Twickenham, Londres         |  |
|                                     | Penais: Pollard 3', 10', 20', 39', 58' (5/5) · Lambie 68' (1/1) · Cartões: Habana 51' a 61' |         | Tries: Kaino 6' c · Barrett 52' c · Conv: Carter 8', 52' (2/2) · Penais: Carter 59' (1/1) · Drop: Carter 46' · Cartões: Kaino 38' a 49' | Público: 80.090 Árbitro: Jérôme Garcès |  |

| 25 de Outubro de 2015 16:00 (UTC+0) | Argentina                                                                  | 15 - 29 | Austrália | Estádio de Twickenham, Londres        |  |
|                                     | Penais: Sánchez 6', 23', 35', 44', 54' (5/5) · Cartões: Lavanini 26' a 36' |         | Tries: Simmons 1' c Ashley-Cooper (3) 9' c, 32' e, 72' c Conv: Foley 2', 10', 73' (3/4) Penais: Foley=48' (1/2) | Público: 80.025 Árbitro: Wayne Barnes |  |

### Decisão do 3º lugar
| 30 de Outubro de 2015 20:00 (UTC+0) | África do Sul | 24 - 13 | Argentina | Estádio Olímpico, Londres |  |
|                                     |               |         |           | Árbitro: John Lacey       |  |

### Final
| 31 de Outubro de 2015 19:00 (UTC+0) | Nova Zelândia | 34 - 17 | Austrália | Estádio de Twickenham, Londres                               |  |
|                                     | Tries: Nehe Milner-Skudder 39' c Ma'a Nonu 42' e Beauden Barrett 79' c Conv: Dan Carter 40+1', 80' (2/3) Penais: Dan Carter 8', 27', 36', 75' (4/4) Drop: Dan Carter 70' |         | Tries: David Pocock 53' c Tevita Kuridrani 64' c Conv: Bernard Foley 54', 65' (2/2) Penais: Bernard Foley 14' | Árbitro: Nigel Owens Assistentes: Jérôme Garcès Wayne Barnes |  |

| Nova Zelândia  |    |                     |
|                |    |                     |
| FB             | 15 | Ben Smith 52' a 63' |
| RW             | 14 | Nehe Milner-Skudder |
| OC             | 13 | Conrad Smith        |
| IC             | 12 | Ma'a Nonu           |
| LW             | 11 | Julian Savea        |
| FH             | 10 | Dan Carter          |
| SH             | 9  | Aaron Smith         |
| N8             | 8  | Kieran Read         |
| OF             | 7  | Richie McCaw        |
| BF             | 6  | Jerome Kaino        |
| SL             | 5  | Samuel Whitelock    |
| SL             | 4  | Brodie Retallick    |
| TP             | 3  | Owen Franks         |
| HK             | 2  | Dane Coles          |
| LP             | 1  | John Moody          |
| Substituições: |    |                     |
| HK             | 16 | Keven Mealamu       |
| PL             | 17 | Ben Franks          |
| PL             | 18 | Charlie Faumuina    |
| FL             | 19 | Victor Vito         |
| N8             | 20 | Sam Cane            |
| SH             | 21 | Tawera Kerr-Barlow  |
| PT             | 22 | Beauden Barrett     |
| CE             | 23 | Sonny Bill Williams |
|                |    |                     |
| Técnico:       |    |                     |
| Steve Hansen   |    |                     |

| Austrália      |    |                    |
|                |    |                    |
| FB             | 15 | Israel Folau       |
| RW             | 14 | Adam Ashley-Cooper |
| OC             | 13 | Tevita Kuridrani   |
| IC             | 12 | Matt Giteau        |
| LW             | 11 | Dean Mumm          |
| FH             | 10 | Bernard Foley      |
| SH             | 9  | Will Genia         |
| N8             | 8  | David Pocock       |
| OF             | 7  | Michael Hooper     |
| BF             | 6  | Scott Fardy        |
| SL             | 5  | Rob Simmons        |
| SL             | 4  | Kane Douglas       |
| TP             | 3  | Sekope Kepu        |
| HK             | 2  | Stephen Moore      |
| LP             | 1  | Scott Sio          |
| Substituições: |    |                    |
| HK             | 16 | Tatafu Polota-Nau  |
| PL             | 17 | James Slipper      |
| PL             | 18 | Greg Holmes        |
| FL             | 19 | Dean Mumm          |
| N8             | 20 | Ben McCalman       |
| SH             | 21 | Nick Phipps        |
| CE             | 22 | Matt Toomua        |
| CE             | 23 | Kurtley Beale      |
| Técnico:       |    |                    |
| Michael Cheika |    |                    |